# Município Chitembo
Município Chitembo är en kommun i Angola.   Den ligger i provinsen Bié, i den centrala delen av landet, 700 km sydost om huvudstaden Luanda.
I omgivningarna runt Município Chitembo växer huvudsakligen savannskog. Runt Município Chitembo är det ganska glesbefolkat, med 23 invånare per kvadratkilometer.